# 야머
야머(Yammer)는 기업용 소셜 네트워크 서비스이다. 메시지를 공개적으로 내보내는 트위터와는 달리, 폐쇄적인 그룹 내의 구성원들끼리 사용할 수 있게 되어 있다. 예를 들면, 기업 내에서 사용하는 메신저와 유사하다. 처음에는 기업용 마이크로블로깅 서비스만 존재했으나, 현재는 여러 기능을 갖춘 기업용 소셜 네트워크 서비스로 성장하고 있다.
특정 인터넷 도메인의 이메일 주소를 가진 사람만이 야머 네크워크에 접근할 수 있으며, 해당 인터넷 도메인에 따라 접속할 네트워크가 결정되는 방식이다.
테크크런치(en:TechCrunch)에 따르면, 세계적으로 약 백만 명의 사용자와 약 8만 개의 기업에서 사용하고 있다고 한다. 이 중에는 포춘 500에 속하는 기업도 약 80% 포함되어 있다. 또한, 야머는 분기마다 수익이 두 배씩 증가하고 있다.

## 같이 보기
- 마이크로블로그
- 트위터